# Medstead n.º 497
Medstead n.º 497 es un municipio rural canadiense situado en la provincia de Saskatchewan.

## Superficie
Medstead n.º 497 tiene una superficie de 1195,14 km².

## Demografía
En 2021, tenía 489 habitantes, una densidad poblacional de 0,4 hab./km², y 219 viviendas.